# مارتن ماسون هازلتين
مارتن ماسون هازلتين (بالإنجليزية: Martin Mason Hazeltine)‏ هو مصور أمريكي، ولد في 31 يوليو 1827 في فيرمونت في الولايات المتحدة، وتوفي في 16 فبراير 1903 في بيكر سيتي في الولايات المتحدة.